# Station Brody Warszawskie
Station Brody Warszawskie is een spoorwegstation in de Poolse plaats Brody.